# Belleau (Meurthe i Mozela)
Belleau – miejscowość i gmina we Francji, w regionie Grand Est, w departamencie Meurthe i Mozela.
Według danych na rok 1990 gminę zamieszkiwało 678 osób, a gęstość zaludnienia wynosiła 33 osób/km² (wśród 2335 gmin Lotaryngii Belleau plasuje się na 495. miejscu pod względem liczby ludności, natomiast pod względem powierzchni na miejscu 160.).